# 캣트리

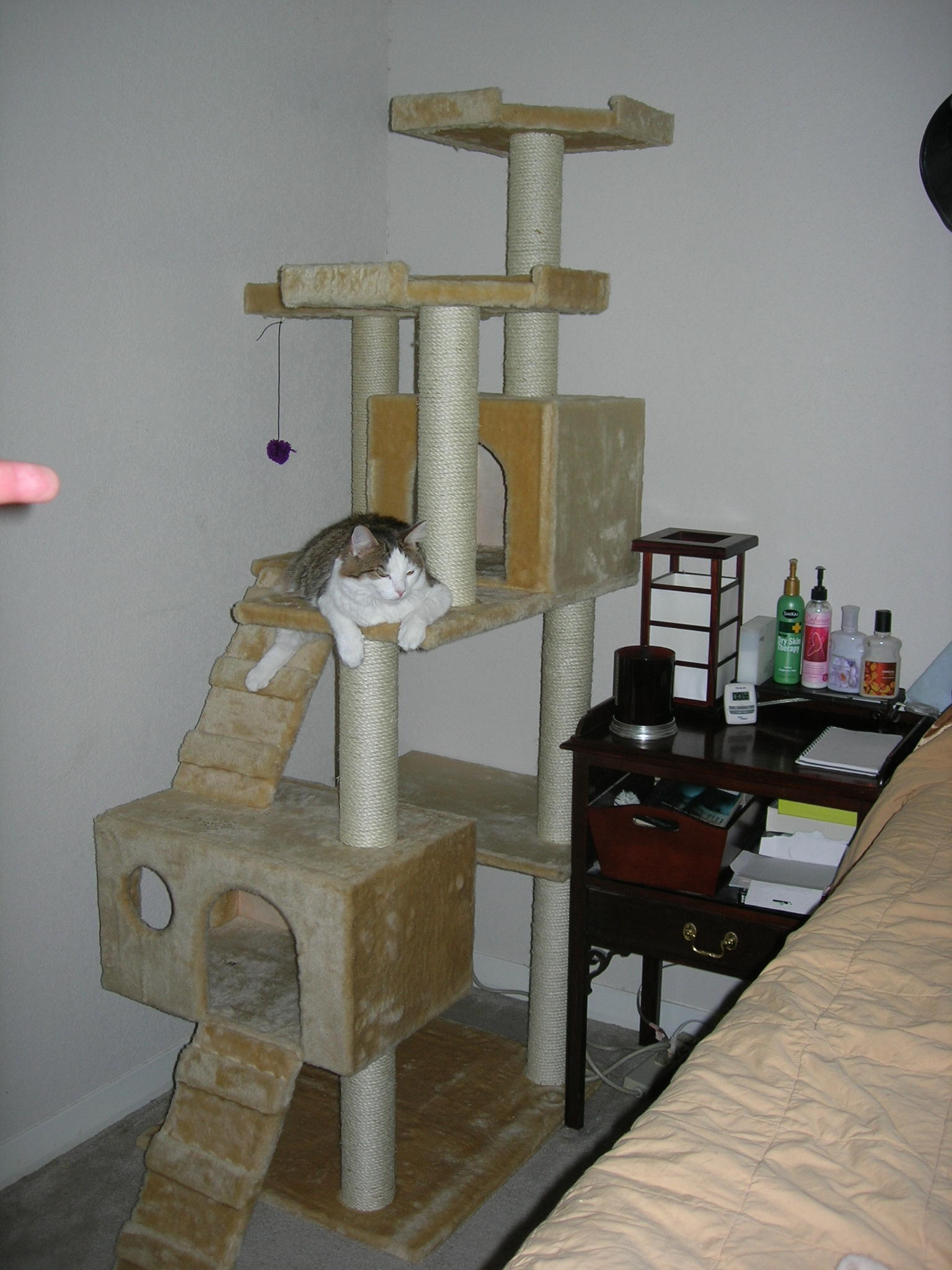
캣트리

캣트리(영어: Cat tree)는 고양이들이 쉬거나 놀기 위해 만들어진 인공 구조물이다. 흔히 캣타워(Cat tower)라고도 한다.

## 같이 보기
- 캣휠(영어판)